# Faculdade de Viçosa
A Faculdade de Viçosa (20 de agosto de 2001) é uma instituição privada de ensino superior sediada na cidade de Viçosa, em Minas Gerais. Oferece atualmente quatro cursos de graduação: Comércio Exterior, Gestão de Negócios, Sistemas de Informação e Pedagogia, além de dois cursos de pós-graduação (MBAs em Gestão de Pessoas e Gestão Ambiental).
Os cursos são reconhecidos pelo MEC.